# James Buchanan (Politiker, 1839)

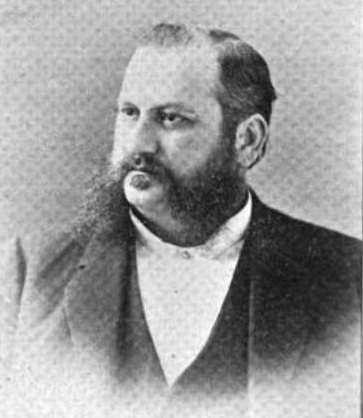
James Buchanan

James Buchanan (* 17. Juni 1839 in Ringoes, Hunterdon County, New Jersey; † 30. Oktober 1900 in Trenton, New Jersey) war ein US-amerikanischer Politiker. Zwischen 1885 und 1893 vertrat er den Bundesstaat New Jersey im US-Repräsentantenhaus.

## Werdegang
James Buchanan besuchte die öffentlichen Schulen seiner Heimat und die Clinton Academy. Nach einem anschließenden Jurastudium an der Albany University und seiner 1864 erfolgten Zulassung als Rechtsanwalt begann er in Trenton in diesem Beruf zu arbeiten. 1866 war er als Reading Clerk bei der Verwaltung der New Jersey General Assembly angestellt. In den Jahren 1868 und 1869 gehörte Buchanan dem Bildungsausschuss der Stadt Trenton an. Von 1872 bis 1877 war er Vorsitzender Richter am Gericht im Mercer County. Gleichzeitig begann er als Mitglied der Republikanischen Partei eine politische Laufbahn. Im Jahr 1872 war er Delegierter zur Republican National Convention in Philadelphia, auf der Präsident Ulysses S. Grant zur Wiederwahl nominiert wurde. 1875 wurde Buchanan Kurator des Peddie Institute in Hightstown. Zwischen 1883 und 1885 saß er im Stadtrat von Trenton.
Bei den Kongresswahlen des Jahres 1884 wurde Buchanan im zweiten Wahlbezirk von New Jersey in das US-Repräsentantenhaus in Washington, D.C. gewählt, wo er am 4. März 1885 die Nachfolge von J. Hart Brewer antrat. Nach drei Wiederwahlen konnte er bis zum 3. März 1893 vier Legislaturperioden im Kongress absolvieren. Von 1889 bis 1891 war er Vorsitzender des Handwerksausschusses. 1892 verzichtete er auf eine erneute Kandidatur. Nach dem Ende seiner Zeit im US-Repräsentantenhaus praktizierte Buchanan wieder als Anwalt in Trenton. Im Mai 1900 wurde er juristischer Vertreter dieser Stadt. Er war außerdem noch Kurator des Bucknell College in Lewisburg (Pennsylvania). James Buchanan starb am 30. Oktober 1900 in Trenton.